# Reprezentacja Togo U-17 w piłce nożnej mężczyzn
Reprezentacja Togo U-17 w piłce nożnej jest juniorską reprezentacją Togo zgłaszaną przez FTF. Mogą w niej występować wyłącznie zawodnicy posiadający obywatelstwo togijskie, urodzeni w Togo lub legitymujący się togijskim pochodzeniem i którzy w momencie przeprowadzania imprezy docelowej (finałów Mistrzostw Afryki lub Mistrzostw Świata) nie przekroczyli 17. roku życia.

## Sukcesy
- Mistrzostwa Afryki U-17
  - 2. miejsce (1 raz): 2007

## Występy w mistrzostwach świata
- 1985: Nie zakwalifikowała się
- 1987: Nie zakwalifikowała się
- 1989: Nie zakwalifikowała się
- 1991: Nie zakwalifikowała się
- 1993: Nie zakwalifikowała się
- 1995: Nie zakwalifikowała się
- 1997: Nie brała udziału
- 1999: Nie zakwalifikowała się
- 2001: Nie zakwalifikowała się
- 2003: Nie zakwalifikowała się
- 2005: Nie brała udziału
- 2007: Faza grupowa
- 2009: Nie brała udziału
- 2011: Nie zakwalifikowała się
- 2013: Nie brała udziału
- 2015: Nie zakwalifikowała się
- 2017: Nie brała udziału

## Występy w mistrzostwach Afryki
- 1995: Nie zakwalifikowała się
- 1997: Nie brała udziału
- 1999: Nie zakwalifikowała się
- 2001: Nie zakwalifikowała się
- 2003: Nie zakwalifikowała się
- 2005: Nie brała udziału
- 2007: 2. miejsce
- 2009: Nie brała udziału
- 2011: Nie zakwalifikowała się
- 2013: Nie brała udziału
- 2015: Nie zakwalifikowała się
- 2017: Nie brała udziału